# Нагрудный знак вспомогательного крейсера
Нагрудный военный знак вспомогательного крейсера (нем. Kriegsabzeichen für Hilfskreuzer) немецкий нагрудный знак, учреждённый гроссадмиралом Эрихом Редером 24 марта 1941 года.

## История появления
Благодаря успешным действиям вспомогательных крейсеров (или вооружённых рейдеров) германское командование почувствовало необходимость введения специальной награды для особо отличившихся офицеров и матросов данных судов.

## Описание
Знак имел золоченый цинковый венок из дубовых листьев, внутри которого помещалось посеребренное изображение земного шара и плывущей ладьи викингов, а над ним — имперский орёл. Носился на левой стороне ниже Железного креста 1-го класса. Знак крепился на булавке. Внешний вид разработан берлинским графиком Вильгельмом Эрнстом Пеекхаузеном. Правом награждать знаком обладал командир соединения.

### Степени
До 31 декабря 1941 знак имел всего одну степень. Однако, в последующем был учреждён аналогичный знак с бриллиантами (Kriegsabzeichen für Hilfskreuzer mit brillanten), который имел такой же вид, что и обычный знак, но изготовлялся из серебра, а свастика украшалась 9 небольшими бриллиантами. Знак был учреждён специально для вручения капитану вспомогательного крейсера «Атлантис» капитану 1-го ранга Бернхарду Рогге.